# Az amerikai rekonstrukció kora
Az amerikai rekonstrukció kora (angol nyelven: Reconstruction era) korszak az Amerikai Egyesült Államok és az Egyesült Államok déli részének történelmében az amerikai polgárháborút (1861. április 12. - 1865. április 9.) követő időszak volt, amelyet a rabszolgaság eltörlésével és a tizenegy volt konföderációs állam Egyesült Államokba való visszailleszkedésével kapcsolatos jogi, társadalmi és politikai kihívások uraltak. Ebben az időszakban három módosítással egészítették ki az Egyesült Államok alkotmányát, hogy az újonnan felszabadított rabszolgáknak állampolgárságot és egyenlő polgári jogokat biztosítsanak. E jogi vívmányok megkerülése érdekében a volt konföderációs államok szavazási adókat és írástudási teszteket vetettek ki, és terrorizmust folytattak az afroamerikaiak megfélemlítésére és ellenőrzésére, valamint arra, hogy lebeszéljék vagy megakadályozzák őket a szavazásban.
A háború során az Uniónak az egész háború alatt azzal a kérdéssel kellett szembenéznie, hogy miként igazgassa az elfoglalt területeket, és hogyan kezelje az Unió vonalaira szökő rabszolgák folyamatos áradatát. Az Egyesült Államok hadserege sok esetben létfontosságú szerepet játszott a déli szabad munkaerő-gazdaság létrehozásában, a felszabadítottak törvényes jogainak védelmében, valamint az oktatási és vallási intézmények létrehozásában. Annak ellenére, hogy a kongresszus vonakodott beavatkozni a rabszolgaság intézményébe, elfogadta a konföderációs rabszolgák elkobzásáról szóló törvényeket, és ezzel precedenst teremtett Abraham Lincoln elnök számára az emancipációs kiáltvány kiadásához. A kongresszus később létrehozta a Freedmen's Bureau-t, hogy az újonnan felszabadított rabszolgák számára a nagyon szükséges élelmet és szállást biztosítsa.
Mivel világossá vált, hogy a háború az Unió győzelmével fog végződni, a kongresszus megvitatta az elszakadt államok visszafogadásának folyamatát. A radikális és a mérsékelt republikánusok nem értettek egyet az elszakadás természetével, a visszafogadás feltételeivel és a társadalmi reformok kívánatos voltával kapcsolatban a Konföderáció vereségének következményeként. Lincoln a „tíz százalékos tervet” támogatta, és megvétózta a radikális Wade-Davis törvényjavaslatot, amely szigorú feltételeket javasolt a visszafogadáshoz.
Lincolnt 1865. április 14-én, a harcok végéhez közeledve meggyilkolták. Helyére Andrew Johnson elnök lépett. Johnson számos radikális republikánus törvényjavaslatot megvétózott, több ezer konföderációs vezetőnek kegyelmet adott, és engedélyezte, hogy a déli államok drákói fekete törvénykönyveket fogadjanak el, amelyek korlátozták a felszabadítottak jogait. Tettei sok északi felháborodást váltottak ki, és felszították a félelmet, hogy a déli elit visszanyeri politikai hatalmát. Az 1866-os félidős választásokon radikális republikánus jelöltek kerültek hatalomra, és nagy többséget szereztek a Kongresszus mindkét házában.
1867-ben és 1868-ban a radikális republikánusok Johnson vétója ellenére elfogadták a rekonstrukciós törvényeket, amelyekben meghatározták azokat a feltételeket, amelyek alapján a volt konföderációs államokat vissza lehetett fogadni az Unióba. Az egész délen tartott alkotmányozó gyűlések a feketéknek szavazati jogot biztosítottak. A felszabadítottak, a támogató fehér déliek és az északi áttelepülők koalíciója új állami kormányokat hozott létre. Velük szemben álltak a „megváltók”, akik a fehér felsőbbrendűség visszaállítására és a Demokrata Pártnak a déli kormányok és társadalom feletti ellenőrzésének visszaállítására törekedtek. Erőszakos csoportok, köztük a Ku-Klux-Klan, a Fehér Liga és a Vörösingesek félkatonai lázadást és terrorizmust folytattak, hogy megzavarják a rekonstrukciós kormányok erőfeszítéseit és terrorizálják a republikánusokat. A kongresszus dühe Johnson elnök radikális törvények megvétózására tett ismételt kísérletei miatt vezetett a vád alá helyezéséhez, de nem távolították el hivatalából.
Johnson utódja, Ulysses S. Grant elnök alatt a radikális republikánusok további törvényeket fogadtak el a polgári jogok érvényesítésére, például a Ku Klux Klan törvényt és az 1875-ös polgárjogi törvényt. A déli fehérek folyamatos ellenállása a rekonstrukcióval szemben és annak magas költségei azonban hozzájárultak ahhoz, hogy a Grant-kormányzat alatt a rekonstrukció elveszítette támogatását északon. Az 1876-os elnökválasztást a déli feketék széles körű szavazatelnyomása jellemezte, és az eredmény szoros és vitatott volt. A választási bizottság az 1877-es kiegyezést hozta létre, amely a republikánus Rutherford B. Hayesnek ítélte a választást, azzal a kikötéssel, hogy a szövetségi csapatokat kivonják Délről, és ezzel gyakorlatilag véget vetettek a rekonstrukciónak. A polgárháborút követő, a szövetségi polgárjogi védelmek délen való érvényesítésére irányuló erőfeszítések 1890-ben a Lodge Bill kudarcával értek véget.
A történészek továbbra sem értenek egyet a rekonstrukció örökségét illetően. A rekonstrukcióval kapcsolatos kritikák középpontjában az áll, hogy a korai időszakban nem sikerült megakadályozni az erőszakot, a korrupciót, az éhezést, a betegségeket és más problémákat. Egyesek szerint az Unió politikája a felszabadított rabszolgákkal szemben nem volt megfelelő, a korábbi rabszolgatartókkal szembeni politikája pedig túlságosan engedékeny volt. Ugyanakkor a Rekonstrukciónak tulajdonítják a szövetségi unió helyreállítását, a Dél elleni megtorlások korlátozását, valamint a faji egyenlőség jogi keretének megteremtését a nemzeti születési joggal rendelkező állampolgársághoz, a tisztességes eljáráshoz, a törvények egyenlő védelméhez és a férfiak választójogához való alkotmányos jogon keresztül, fajra való tekintet nélkül.

## Időpontja
A rekonstrukció korszakát történelmileg 1865-ös polgárháború végétől 1877-ig datálták, bár a közelmúltban más időszakosításokat is javasoltak. A 20. században a legtöbb tudós 1865-től, az északi és déli államok közötti hivatalos ellenségeskedés végétől kezdte vizsgálódását. Eric Foner azonban 1988-as, mérföldkőnek számító monográfiájában, a Reconstructionben 1863-at javasolta kezdő évként, az emancipációs nyilatkozattal, a Port Royal-kísérlettel és a háború alatti rekonstrukciós politikákról folyó komoly vitákkal kezdődően. 2017-re a tudósok körében széles körben elfogadottá vált, hogy a rekonstrukció vagy „1863-ban, az emancipációs nyilatkozattal, vagy 1865-ben, a háború végével” kezdődött.
A Reconstruction Era National Historical Park (Rekonstrukciós Korszak Nemzeti Történelmi Park) 1861-et javasolta kezdő dátumként, úgy értelmezve, hogy a rekonstrukció „amint az Unió elfoglalta a Konföderáció területét”, kezdődött. Downs és Masur szerint „a rekonstrukció akkor kezdődött, amikor az első amerikai katonák megérkeztek a rabszolgatartó területekre, és a rabszolgák megszöktek...”. Hamarosan megkezdődtek a rekonstrukciós politikákkal kapcsolatos korai viták és kísérletek. A politikák lehetőséget nyújtottak a Sea Islands rabszolgasorban élő gullah népességének, akik 1861. november 7-én, a Port Royal-i csata után, amikor a rabszolgatartók elmenekültek, egyik napról a másikra szabadok lettek. A csata után a Port Royal-kísérlet keretében végrehajtották az újjáépítési politikákat, amelyek az oktatás, a földtulajdon és a munkaügyi reformokat érintették. Ezt az átmenetet a szabad társadalomba „újjáépítés próbájának” nevezték.
Az újjáépítés hagyományos vége 1877, amikor a szövetségi csapatok szerepe a regionális politikában csökkent. Későbbi dátumokat is javasoltak. Fritzhugh Brundage szerint az újjáépítés 1890-ben ért véget, amikor a republikánusok nem tudták elfogadni a Lodge-törvényt, amely biztosította volna a déli fekete amerikaiak szavazati jogát. Heather Cox Richardson szerint az 1865-től 1920-ig tartó időszakban Warren G. Harding elnök megválasztása jelentette a kormányzat által az egyenlőség előmozdítására irányuló nemzeti hangulat végét. Manisha Sinha a rekonstrukciót 1860-tól – amikor Abraham Lincoln rabszolgaságellenes elnök lett – 1920-ig tartotta, amikor Amerika ratifikálta az Egyesült Államok Alkotmányának tizenkilencedik módosítását, amely megerősítette a nők szavazati jogát. Sinha ezt „az utolsó rekonstrukciós módosításnak” nevezte, mert a rekonstrukció azon meggyőződésén alapult, hogy a kormány képes megvédeni a polgári és politikai jogokat.

## Háttér
Az amerikai polgárháborúban tizenegy déli állam, amelyek mindegyike engedélyezte a rabszolgaságot, Lincoln elnökké választását követően kivált az Egyesült Államokból, és megalakította az Amerikai Konföderációs Államokat. Bár Lincoln kezdetben „jogilag érvénytelennek” nyilvánította a szecessziót és elutasította a tárgyalásokat a Konföderáció washingtoni küldötteivel, a Konföderáció támadása után az Unió erődítménye ellen Fort Sumterben Lincoln kijelentette, hogy „rendkívüli helyzet” állt elő a délen, és hadsereget állított fel, hogy leverje „azokat a szövetségeket, amelyek túl erősek ahhoz, hogy a szokásos bírósági eljárásokkal elnyomják őket”. Az elkövetkező négy évben 237 névleges csata zajlott az Unió és a Konföderáció hadseregei között, amelyek eredményeként 1865-ben felbomlott az Amerikai Konföderációs Államok. A háború alatt Lincoln kiadta az Emancipációs Nyilatkozatot, amelyben kijelentette, hogy „minden rabszolgaként tartott személy” a Konföderáció területén „szabad, és ezentúl szabad marad”.

## Lincoln elnöki rekonstrukciója

### Előzmények
Lincoln elnök két elkobzási törvényt írt alá, az elsőt 1861. augusztus 6-án, a másodikat 1862. július 17-én, amelyek védelmet nyújtottak a Konföderációból az Unió területére szökött rabszolgáknak, és közvetett emancipációt biztosítottak számukra, ha gazdáik továbbra is lázadtak az Egyesült Államok ellen. A törvények lehetővé tették a lázadást segítő és támogatók földjeinek elkobzását gyarmatosítás céljából. Ezek a törvények azonban korlátozott hatással voltak, mivel a Kongresszus alig finanszírozta őket, és Edward Bates főügyész alig hajtotta végre őket.
1861 augusztusában John C. Frémont vezérőrnagy, az Unió nyugati hadosztályának parancsnoka, hadiállapotot hirdetett Missouri államban, elkobozta a Konföderáció tulajdonát, és felszabadította rabszolgáikat. Lincoln azonnal elrendelte Frémontnak, hogy vonja vissza felszabadítási nyilatkozatát, mondván: „Úgy gondolom, nagy a veszélye annak, hogy ... a hűtlen tulajdonosok rabszolgáinak felszabadítása riadalmat kelt déli uniós barátaink körében, és ellenünk fordítja őket – talán tönkretéve Kentucky-ra vonatkozó kedvező kilátásainkat.” Miután Frémont megtagadta a felszabadítási rendelet visszavonását, Lincoln 1861. november 2-án felmentette őt aktív szolgálat alól. Lincoln attól tartott, hogy a határállamok kilépnek az Unióból, ha a rabszolgák szabadságot kapnak. 1862. május 26-án David Hunter uniós vezérőrnagy felszabadította a rabszolgákat Dél-Karolinában, Georgiában és Floridában, kijelentve, hogy minden „eddig rabszolgaként tartott személy ... örökre szabad”. Lincoln, akit zavarba hozott a rendelet, visszavonta Hunter nyilatkozatát és törölte a felszabadítást.
1862. április 16-án Lincoln aláírta a rabszolgaságot Washington D.C.-ben betiltó törvényt, amely felszabadította a városban élő, becslések szerint 3500 rabszolgát. 1862. június 19-én aláírta a rabszolgaságot az összes amerikai területen tiltó törvényt. 1862. július 17-én a Confiscation Acts (elkobzási törvények) és az 1795-ös Force Bill (erőszakos törvény) módosítása alapján engedélyezte a felszabadított rabszolgák toborzását az amerikai hadseregbe, valamint a konföderációs tulajdonok katonai célokra történő elkobzását.

### Lincoln 10%-os terve
Lincoln elszántan törekedett arra, hogy a polgárháború után a konföderációs államok mielőbb visszatérjenek az Unióba. 1863-ban mérsékelt tervet javasolt a meghódított konföderációs állam, Louisiana újjáépítésére. A terv amnesztiát biztosított azoknak a lázadóknak, akik hűséget esküdtek az Unióra. A felszabadított fekete munkások egy évig kötelesek voltak a plantációkon dolgozni, havi 10 dolláros bérért. Az államnak csak a választópolgárainak 10%-ának kellett hűségesküt tennie ahhoz, hogy az államot újra felvegyék az Egyesült Államok Kongresszusába. Az államnak új alkotmányában el kellett törölnie a rabszolgaságot. Ugyanilyen újjáépítési terveket fogadtak el Arkansasban és Tennessee-ben is. 1864 decemberére Lincoln újjáépítési terve Louisiana államban is életbe lépett, és a törvényhozás két szenátort és öt képviselőt küldött Washingtonba. A Kongresszus azonban megtagadta Louisiana, Arkansas és Tennessee szavazatainak számítását, lényegében elutasítva Lincoln mérsékelt újjáépítési tervét. A radikálisok által irányított Kongresszus ekkor javasolta a Wade–Davis-törvényt, amely előírta, hogy az állam választópolgárainak többsége hűségesküt tegyen, hogy felvegyék őket a Kongresszusba. Lincoln zsebvétellel elutasította a törvényjavaslatot, és ezzel tovább mélyült a szakadék a mérsékeltek, akik elsősorban az Unió megőrzésére és a háború megnyerésére törekedtek, és a radikálisok között, akik a déli társadalomban teljesebb változást akartak elérni. Frederick Douglass Lincoln 10%-os választói tervét undemokratikusnak minősítette, mivel az államok felvétele és hűségük csak a kisebbségi szavazatoktól függött.

### Rabszolgák házasságainak legalizálása
1864 előtt a rabszolgák házasságait nem ismerték el jogilag; az emancipáció nem érintette őket. Szabadulásuk után sokan hivatalos házasságot kötöttek. A felszabadítás előtt a rabszolgák nem köthettek szerződéseket, beleértve a házassági szerződést is. Nem minden szabad ember formalizálta kapcsolatát. Néhányan továbbra is élettársi kapcsolatban éltek, vagy a közösség által elismert kapcsolatban.. A házasság állami elismerése növelte az állam elismerését a felszabadított emberek jogi szereplőként, és végül segített megalapozni a felszabadított emberek szülői jogait a fekete gyermekek tanulószerződéses gyakorlata ellen. Ezeket a gyermekeket jogilag elvették családjuktól azzal az ürüggyel, hogy „gondviselőt és „jó” otthont biztosítanak nekik, amíg el nem érik a 21 éves nagykorúságot” olyan törvények alapján, mint a Georgia 1866 Apprentice Act. Az ilyen gyermekeket általában fizetés nélküli munkaerőként használták.

### Viták a történelmi örökségről
Lincoln 1865. április 15-én történt meggyilkolásáig továbbra is a Louisiana-tervet támogatta, mint minden állam számára követendő modellt. A terv sikeresen elindította a rekonstrukciós folyamatot, amelynek során az összes államban ratifikálták a tizenharmadik alkotmánymódosítást. Lincolnról általában úgy gondolkodnak, hogy mérsékelt álláspontot képviselt és a radikális nézetekkel szállt szembe. Jelentős vita folyik arról, hogy Lincoln, ha életben maradt volna, hogyan kezelte volna a Kongresszust a polgárháború után lezajlott rekonstrukciós folyamat során. Az egyik történészi tábor szerint Lincoln rugalmassága, pragmatizmusa és kiváló politikai képességei a Kongresszusban sokkal könnyebben megoldották volna az újjáépítést. A másik tábor úgy véli, hogy a radikálisok megpróbálták volna Lincoln ellen vádat emelni, ahogyan azt 1868-ban utódjával, Andrew Johnsonnal is tették.

## Szociális és gazdasági tényezők

### Állami iskolák
A történész James D. Anderson szerint a felszabadított rabszolgák voltak az első déliek, akik „kampányt folytattak az általános, államilag támogatott közoktatásért”. A republikánus koalícióban a feketék döntő szerepet játszottak abban, hogy a kongresszusi rekonstrukció során először bevezették ezt az elvet az állami alkotmányokba. Néhány rabszolga még a törvényes oktatás bevezetése előtt megtanult olvasni fehér játszótársaitól vagy kollégáitól; az afroamerikaiak a háború vége előtt „natív iskolákat” alapítottak; a szombati iskolák egy másik elterjedt eszközök voltak, amelyet a felszabadított rabszolgák az írástudás tanítására fejlesztettek ki. Amikor megszerezték a választójogot, a fekete politikusok ezt az elkötelezettséget a közoktatás iránt az állami alkotmányozó közgyűlések elé terjesztették.A republikánusok létrehoztak egy állami iskolarendszert, amely New Orleans kivételével mindenhol etnikai alapon volt szegregálva. Általában a legtöbb városban és néha a vidéken is építettek általános iskolákat és néhány középiskolát, de a déli államokban kevés volt a város.
A vidéki területeken sok nehézséget okozott az állami iskolák megnyitása és fenntartása. Az országban az állami iskola gyakran egytermes intézmény volt, amely a fiatalabb gyermekek körülbelül felét vonzotta. A tanárokat rosszul fizették, és fizetésük gyakran késedelmes volt. A konzervatívok azt állították, hogy a vidéki iskolák túl drágák és feleslegesek egy olyan régióban, ahol a lakosság túlnyomó többsége pamut- vagy dohánytermelő. Nem vártak jobb oktatást lakosaik számára. Egy történész megállapította, hogy az iskolák kevésbé voltak hatékonyak, mint lehettek volna, mert „a szegénység, az államok képtelensége az adók beszedésére, valamint a sok helyen tapasztalható hatékonysághiány és korrupció megakadályozta az iskolák sikeres működését”. A rekonstrukció befejezése után a fehér választott tisztviselők megfosztották a feketéket jogaiktól, bevezették a Jim Crow-törvényeket, és következetesen alulfinanszírozták a fekete intézmények, köztük az iskolák működését.
A háború után az északi misszionáriusok számos magánakadémiát és főiskolát alapítottak a felszabadított rabszolgák számára az egész délen. Ezenkívül minden állam állami főiskolákat alapított a felszabadított rabszolgák számára, például az Alcorn State University-t Mississippi államban. A tanítóképző iskolák és az állami főiskolák generációk sorát nevelték ki azoknak a tanároknak, akik elengedhetetlenek voltak az afroamerikai gyermekek oktatásában a szegregációs rendszerben. A század végére az afroamerikaiak többsége írástudó volt.
A 19. század végén a szövetségi kormány földadományozási törvényt hozott, hogy finanszírozza a felsőoktatást az Egyesült Államokban. Miután megtudta, hogy a feketéket kizárták a déli földadományozási főiskolákból, 1890-ben a szövetségi kormány ragaszkodott ahhoz, hogy a déli államok fekete állami intézményeket hozzanak létre földadományozási főiskolákként, hogy biztosítsák a feketék felsőoktatását, és így továbbra is támogatásban részesüljenek a már meglévő fehér iskolák. Egyes államok fekete állami főiskoláikat földadományozási intézményekként sorolták be. John Roy Lynch volt kongresszusi képviselő így írt: „nagyon sok liberális, méltányos és befolyásos demokrata van az államban [Mississippi], akik határozottan támogatják, hogy az állam mindkét etnikum számára biztosítsa a liberális oktatást”.
Trevon Logan közgazdász 2020-as tanulmánya szerint a fekete politikusok számának növekedése nagyobb adóbevételekhez vezetett, amelyeket a közoktatásra (és a földbérleti reformokra) fordítottak. Logan megállapítja, hogy ez a fekete férfiak körében nagyobb írástudáshoz vezetett.

### Vasúti támogatások és kenőpénzek

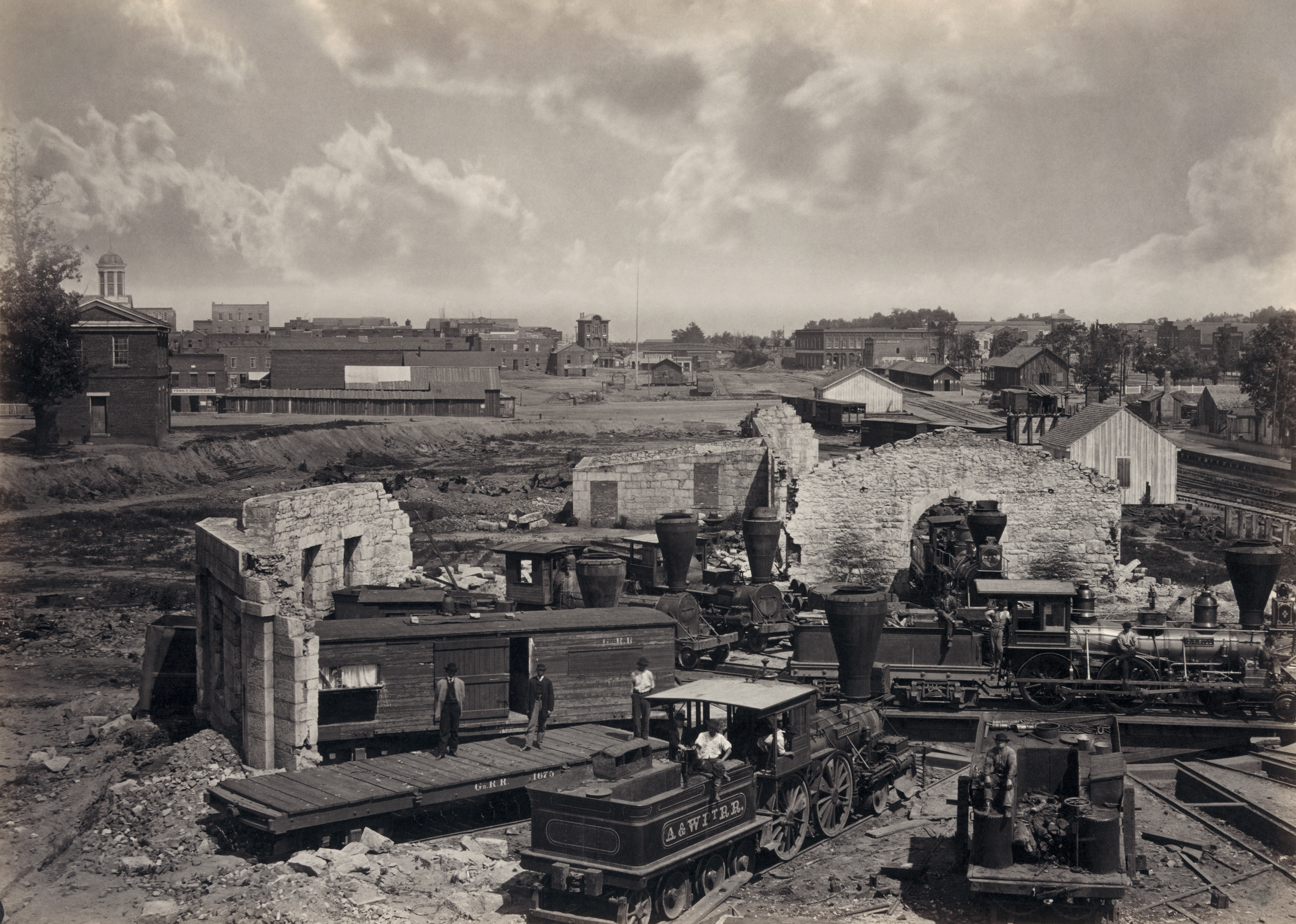
Atlanta vasútállomása és fordítókorongja romokban hever a polgárháború után

Minden déli állam támogatást nyújtott a vasútnak, amelyről a modernizátorok úgy vélték, hogy ki tudja emelni a déli-államokat az elszigeteltségből és a szegénységből. Több millió dollárnyi kötvényt és támogatást csaltak ki. Észak-Karolinában egy csoport 200 000 dollárt költött a törvényhozás megvesztegetésére, és több millió dollárt kapott az államtól a vasútjaira. Azonban új pályák építése helyett a pénzt kötvényekkel való spekulációra, barátaiknak extravagáns díjak kifizetésére és fényűző európai utazásokra fordították. A déli államokban négyszeresére emelték az adókat, hogy kifizessék a vasúti kötvényeket és az iskolai költségeket.
A adófizetők panaszkodtak, mert az adók történelmileg alacsonyak voltak, mivel a plantátorok elitje nem kötelezte el magát a közinfrastruktúra vagy a közoktatás mellett. Az adók történelmileg sokkal alacsonyabbak voltak a déli államokban, mint az északiakban, ami a közösségek kormányzati beruházások hiányát tükrözte. Ennek ellenére több ezer kilométernyi vasútvonal épült, mivel a déli rendszer 1870-ben 11 000 mérföldről (18 000 km) 1890-re 29 000 mérföldre (47 000 km) bővült. A vasútvonalak túlnyomórészt északiak tulajdonában voltak és irányításuk alatt álltak. A vasút segített létrehozni egy mechanikailag képzett kézműves csoportot, és megtörte a régió nagy részének elszigeteltségét. Az utasok száma azonban csekély volt, és a gyapotszüret idején történő szállításon kívül alig volt teherforgalom. Franklin így magyarázza: „számos vasútvonal a közpénzből táplálkozott, megvesztegetve a törvényhozókat ... és az állami források felhasználásával és visszaélésszerű felhasználásával”. Egy üzletember szerint ennek hatása „az volt, hogy elűzte a tőkét az államból, megbénította az ipart és demoralizálta a munkaerőt”.

## Fordítás
- Ez a szócikk részben vagy egészben  a   Reconstruction era című angol Wikipédia-szócikk ezen változatának fordításán alapul.  Az eredeti cikk szerkesztőit annak laptörténete sorolja fel. Ez a jelzés csupán a megfogalmazás eredetét és a szerzői jogokat jelzi, nem szolgál a cikkben szereplő információk forrásmegjelöléseként.